# Plus600 (шашечная программа)
Plus600 — шашечная программа, играющая в русские и обратные русские шашки. Разработчик — Сергей Старцев (Москва). Среди компьютерных программ была чемпионом России по русским шашкам в 2003 году. На чемпионате 2008 года заняла 7 место. Для этой программы существует эндшпильная база до 8-ми фигур.
Другие программы серии Plus:
- Канадские шашки — Plus300.
- Чешские шашки — Plus400.
- Международные шашки — Plus500.
- Чекерс — Plus700.
- Бразильские шашки — Plus800.
- Пул чекерс — Plus900.